# Josip Šimunić
Josip „Joe” Šimunić (ur. 18 lutego 1978 w Canberze) – piłkarz chorwacki grający na pozycji środkowego obrońcy.

## Kariera klubowa
Šimunić urodził się w stolicy Australii Canberze w rodzinie chorwackich imigrantów z Bośni. Pierwsze piłkarskie kroki stawiał w Australian Institute of Sport, w której kształciło się wielu australijskich piłkarzy, jak choćby przyjaciel Šimunicia Mark Viduka. W sezonie 1995/1996 trafił do Melbourne Knights. W następnym sezonie strzelił swoje pierwsze gole w oficjalnych meczach – 3 w 14 spotkaniach ligowych.
Šimuniciem zainteresowano się w Europie. Latem 1997 podpisał kontrakt z niemieckim klubem Hamburger SV. W Bundeslidze zadebiutował dopiero w 33. kolejce Bundesligi. Miało to miejsce 2 maja 1998 w wygranym wyjazdowym meczu przeciwko Borussii Dortmund – Šimunić pojawił się na boisku w 84. minucie, zmieniając Jacka Dembińskiego. W sezonie 1997/1998 Hamburger SV zajął ostatecznie 9. miejsce w lidze. W sezonnie 1998/1999 Šimunić ani razu nie pojawił się na boisku. W kolejnym sezonie zagrał w 6 meczach, po czym przeniósł się do stołecznej Herthy BSC. Kwota transferu opiewała na około 180 tysięcy euro. W rundzie wiosennej sezonu 1999/2000 w Hercie nie zagrał ani razu. Od sezonu 2000/2001 trener Herthy Jürgen Röber coraz częściej wystawiał Šimunicia  w pierwszym składzie. W sezonie 2001/2002 wywalczył sobie miejsce w podstawowym składzie. Latem 2002 w zespole Herthy nastąpiła zmiana na stanowisku pierwszego trenera. Röbera zastąpił Holender Huub Stevens, ale i on widział Šimunicia w pierwszym składzie na środku obrony. W sezonie 2002/2003 Šimunić zagrał w 22 meczach ligowych, a 7 grudnia 2002 zdobył swoją premierową bramkę w Bundeslidze. Był to gol strzelony głową w 25. minucie dający prowadzenie Hercie w meczu przeciwko VfL Wolfsburg (Hertha ostatecznie zremisowała to spotkanie 2:2). Na koniec sezonu drużyna z Berlina zajęła ponownie 5. miejsce. Od sezonu 2009/2010 do końca sezonu 2010/2011 był zawodnikiem TSG 1899 Hoffenheim. W latach 2011–2014 grał w Dinamie Zagrzeb, po czym zakończył karierę.
| Sezon     | Klub                | Kraj      | Rozgrywki              | Mecze | Bramki |
| --------- | ------------------- | --------- | ---------------------- | ----- | ------ |
| 1995/1996 | Melbourne Knights   | Australia | National Soccer League | 16    | 0      |
| 1996/1997 | Melbourne Knights   | Australia | National Soccer League | 14    | 3      |
| 1997/1998 | Hamburger SV        | Niemcy    | Bundesliga             | 2     | 0      |
| 1998/1999 | Hamburger SV        | Niemcy    | Bundesliga             | 0     | 0      |
| 1999/2000 | Hamburger SV        | Niemcy    | Bundesliga             | 6     | 0      |
| 1999/2000 | Hertha BSC          | Niemcy    | Bundesliga             | 0     | 0      |
| 2000/2001 | Hertha BSC          | Niemcy    | Bundesliga             | 14    | 0      |
| 2001/2002 | Hertha BSC          | Niemcy    | Bundesliga             | 27    | 0      |
| 2002/2003 | Hertha BSC          | Niemcy    | Bundesliga             | 22    | 1      |
| 2003/2004 | Hertha BSC          | Niemcy    | Bundesliga             | 28    | 0      |
| 2004/2005 | Hertha BSC          | Niemcy    | Bundesliga             | 30    | 0      |
| 2005/2006 | Hertha BSC          | Niemcy    | Bundesliga             | 18    | 0      |
| 2006/2007 | Hertha BSC          | Niemcy    | Bundesliga             | 25    | 1      |
| 2007/2008 | Hertha BSC          | Niemcy    | Bundesliga             | 29    | 0      |
| 2008/2009 | Hertha BSC          | Niemcy    | Bundesliga             | 29    | 1      |
| 2009/2010 | TSG 1899 Hoffenheim | Niemcy    | Bundesliga             | 31    | 1      |
| 2010/2011 | TSG 1899 Hoffenheim | Niemcy    | Bundesliga             | 10    | 0      |
| 2011/2012 | Dinamo Zagrzeb      | Chorwacja | Prva HNL               | 11    | 0      |
| 2012/2013 | Dinamo Zagrzeb      | Chorwacja | Prva HNL               | 25    | 1      |
| 2013/2014 | Dinamo Zagrzeb      | Chorwacja | Prva HNL               | 28    | 2      |
| 2014/2015 | Dinamo Zagrzeb      | Chorwacja | Prva HNL               | 5     | 0      |

## Kariera reprezentacyjna
Šimunić mógł wybrać, czy chce grać w reprezentacji Australii czy Chorwacji, ale od początku był zdecydowany reprezentować kraj swoich przodków. W reprezentacji Chorwacji zadebiutował 10 listopada 2001w przegranym 0:2 meczu z reprezentacją Korei Południowej, gdy w 46. minucie zmienił Vlatko Ðolongę. W 2002 roku podczas kwalifikacji do Mistrzostw Świata 2002 nie zagrał ani razu, ale ostatecznie znalazł się w kadrze na Mistrzostwa, dzięki temu, iż Igor Tudor doznał kontuzji. Na Mistrzostwach zagrał we wszystkich 3 meczach swojej reprezentacji. Wraz z kadrą Chorwacji grał także na Euro 2004. W kwalifikacjach do tych mistrzostw zdobył swoją pierwszą bramkę w kadrze – 6 września 2003 pokonał bramkarza reprezentacji Andory, a Chorwaci wygrali to spotkanie 3:0. W 2006 roku został powołany do 23-osobowej kadry na finały Mistrzostwa Świata w Niemczech. Tam zagrał we wszystkich meczach swojej drużyny. Był także „bohaterem” niecodziennego wydarzenia. W meczu fazy grupowej przeciwko Australii otrzymał trzy żółte kartki w jednym meczu. Pierwszą otrzymał w 61. minucie. W 90. minucie sędzia Graham Poll ukarał go po raz drugi, jednak nie usunął go z boiska. Jak się później okazało, zapisał tę kartkę w notatniku zawodnikowi Australii. Jego błędu nie zauważyli jednak sędziowie liniowi ani sędzia techniczny. Ostatecznie został usunięty z boiska w 93. minucie, paradoksalnie po gwizdku kończącym mecz po otrzymaniu trzeciej żółtej kartki. Po meczu z Islandią w 2013 roku został zawieszony na 10 meczów oraz mundial w Brazylii za faszystowskie gesty jakich dopuścił się po zakończeniu meczu.